# کی‌ال سنترال
کی‌ال سنترال (به انگلیسی: Kuala Lumpur Sentral station) یک توسعه ترانزیت-محور است که سرای ایستگاه قطار کوالالامپور، پایتخت مالزی می‌باشد. کی‌ال سنترال که در ۱۶ آوریل سال ۲۰۰۱ افتتاح گردید، به عنوان ایستگاه اصلی راه‌آهن قطار بین شهری جایگزین ایستگاه قطار کوالالامپور قدیمی گردید. کی‌ال سنترال بزرگ‌ترین ایستگاه قطار در مالزی است، و از همین لحاظ در جنوب شرق آسیا بعد از ایستگاه قطار بنگ سو در شهر بانکوک، کشور تایلند، حائز رتبه دوم است.
کی‌ال سنترال به عنوان قطب جابجایی مسافر چند گانه طراحی شده است. به غیر از خط‌های آمپانگ و سری پتالینگ، خط شاه عالم و خط پوتراجایا، به تمام خطوط ریلی مسافربری کوالالامپور خدمت رسانی می‌کند. شروع حرکت بسیاری از قطارهای بین شهری شبه‌جزیره مالزی از اینجا می‌باشد. با قرار گرفتن مرکز خرید ان یو سنترال مال در اینجا، تمام بخشهای طراحی این پروژه تکمیل گردید. هم چنین به نوعی طراحی گردیده بود تا قطب جدید مالی و تجاری برای کوالالامپور باشد.